# Monte Porzio
Monte Porzio là một đô thị ở tỉnh Pesaro và Urbino trong vùng Marche, nằm cách 40 km về phía tây của Ancona và khoảng 30 km về phía đông nam của Pesaro. Tại thời điểm ngày 31 tháng 12 năm 2004, đô thị này có dân số 2.398 và diện tích là 18,4 km².
Monte Porzio giáp các đô thị sau: Corinaldo, Mondavio, Monterado, Orciano di Pesaro, San Costanzo, San Giorgio di Pesaro.